# Hvězda (przełęcz)
Hvězda (cz. Sedlo Hvězda) – przełęcz o wysokości 860 m n.p.m. na Śląsku, w północno-wschodnich Czechach, w Sudetach Wschodnich, w paśmie górskim Wysokiego Jesionika (cz. Hrubý Jeseník), na granicy gmin Malá Morávka i Světlá Hora, pomiędzy szczytami Hradečná i Hvězda, blisko miejscowości uzdrowiskowej Karlova Studánka.

## Charakterystyka

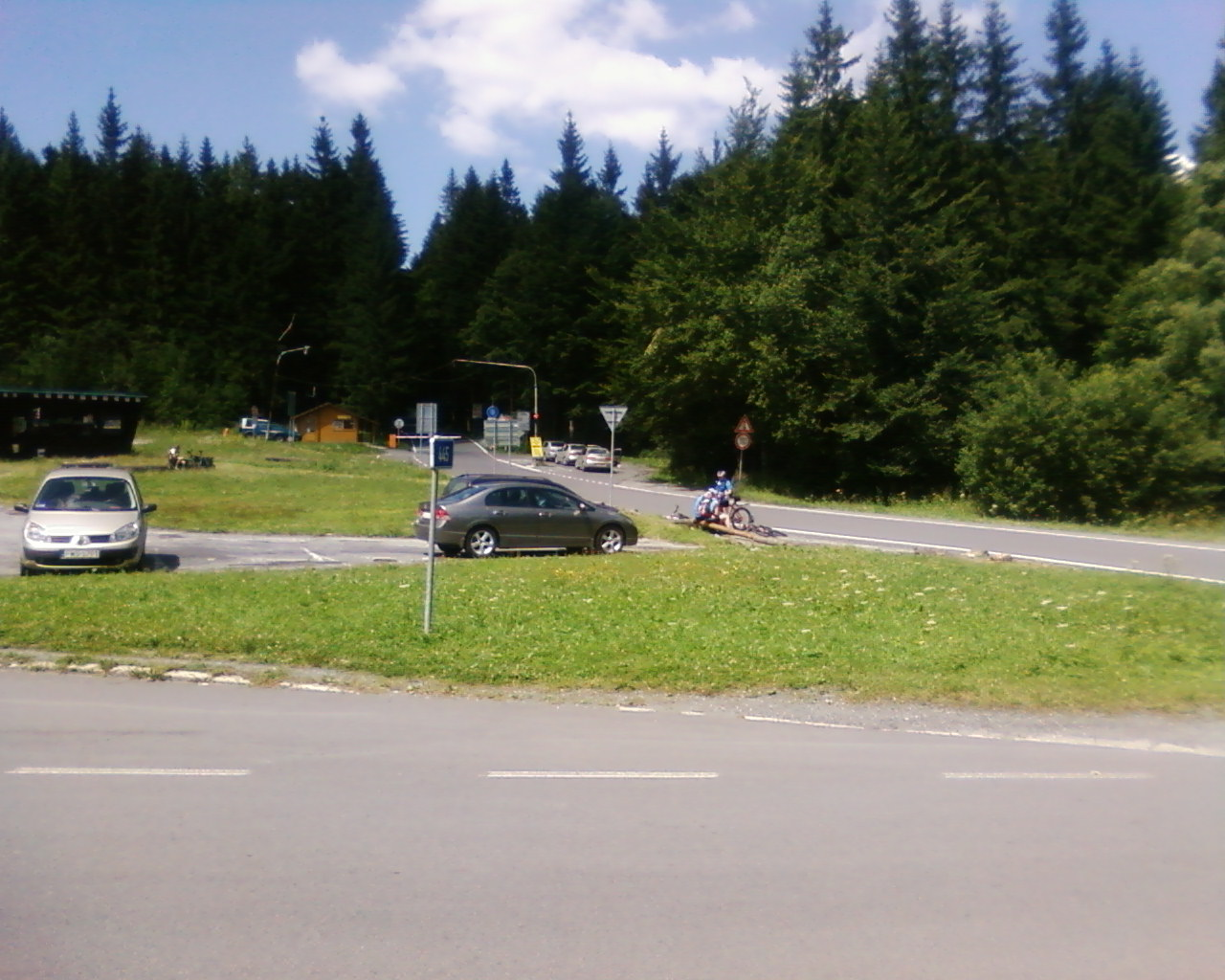
Obszar przełęczy Hvězda (2008 rok)

Przełęcz Hvězda jest bardzo popularną i uczęszczaną przełęczą, leżącą w środkowo-wschodniej części pasma Wysokiego Jesionika, blisko szczytu o tej samej nazwie Hvězda, mającego wysokość 864 m n.p.m., położona na granicy mikroregionów tego pasma, oddziela bowiem Masyw Orlíka (cz. Medvědská hornatina) od Masywu Pradziada (cz. Pradědská hornatina). Znajduje się na skrzyżowaniu dróg nr 450 Bruntál – Bělá pod Pradědem i nr 445 Rýmařov – Zlaté Hory oraz drogi Ovčárenská silnice – prowadzącej do hotelu górskiego Ovčárna i dalej na szczyt Pradziada. Ponadto z przełęczy rozchodzą się inne drogi o nazwie: Kapitánská cesta i Lázeňská. Blisko kluczowego skrzyżowania dróg znajduje się punkt geodezyjny (nr Fd2-18.1) o wysokości 859,26 m n.p.m., który ma współrzędne geograficzne (50°03′59,89″N 17°18′21,06″E/50,066636 17,305850). Na podstawie szczegółowej mapy Państwowego urzędu geodezyjnego o nazwie (cz. Český úřad zeměměřický a katastrální (CÚZK)) w Pradze punkt siodłowy przełęczy znajduje się w zalesieniu boru świerkowego, blisko skrzyżowania dróg i ma wysokość 860 m n.p.m. oraz współrzędne geograficzne (50°03′59,6″N 17°18′21,2″E/50,066556 17,305889).
Na przełęczy znajdują się dwa płatne parkingi oraz przystanki linii autobusowej, z połączeniem do miejscowości: Bruntál, Jesionik (cz. Jeseník), Ołomuniec (cz. Olomouc) czy Vrbno pod Pradědem oraz do parkingu przy hotelu górskim Ovčárna. Z uwagi na wąską drogę Ovčárenská silnice, ruch odbywa się wahadłowo, regulowany otwieranym szlabanem i sygnalizacją świetlną. W sezonie letnim istnieje możliwość przewozu rowerów (cyklobusy), a w sezonie zimowym nart (skibusy). Okolice wokół przełęczy są zalesione lasem mieszanym i borem świerkowym. Z tego powodu roztaczają się z niej ograniczone widoki, głównie w kierunku szczytu Hřeben–Z.

## Wody
Grzbiet główny (grzebień) góry Pradziad, biegnący od przełęczy Skřítek do przełęczy Červenohorské sedlo oraz dalej do przełęczy Ramzovskiej (cz. Ramzovské sedlo) jest częścią granicy Wielkiego Europejskiego Działu Wodnego, dzielącej zlewiska Morza Bałtyckiego i Morza Czarnego. Przełęcz położona jest na wschód od tej granicy, należy więc do zlewni Morza Bałtyckiego, do którego płyną wody m.in. z dorzecza rzeki Odry, będącej przedłużeniem płynących z tej części Wysokiego Jesionika górskich potoków (m.in. płynących w pobliżu przełęczy potoków o nazwie Bělokamenný potok czy Biała Opawa (cz. Bílá Opava)). Na stokach przełęczy mają swoje źródła trzy krótkie nienazwane potoki, będące dopływami wspomnianych potoków Bělokamenný potok i Biała Opawa.

## Ochrona przyrody
Przełęcz znajduje się w obrębie wydzielonego obszaru objętego ochroną o nazwie Obszar Chronionego Krajobrazu Jesioniki (cz. Chráněná krajinná oblast (CHKO) Jeseníky), a utworzonego w celu ochrony utworów skalnych, ziemnych i roślinnych oraz rzadkich gatunków zwierząt. Na przełęczy nie utworzono żadnych rezerwatów przyrody lub innych obiektów nazwanych pomnikami przyrody. 

### Ścieżki dydaktyczne
Przez przełęcz wytyczono 26,5 km długości ścieżkę dydaktyczną o nazwie (cz. Naučná stezka Muzeum Wide Web) o następującym przebiegu:
 Malá Morávka – Karlovice (z 17 stanowiskami obserwacyjnymi na trasie)

## Turystyka
W końcu XIX wieku, z uwagi na dogodny dojazd z pobliskiej miejscowości Karlova Studánka zaczęła rozwijać się turystyka w okolicach przełęczy Hvězda.
Do centrum miejscowości turystycznej Karlova Studánka z bazą hoteli i pensjonatów jest od przełęczy około 800 m w kierunku północnym. Na przełęczy znajduje się jedyny pensjonat z restauracją „Na Hvězdě” oraz bar. Przełęcz Hvězda jest punktem wypadowym dla miłośników turystyki: rowerowej, pieszej oraz narciarskiej, z kluczowym skrzyżowaniem turystycznym o nazwie Hvězda (park., bus), z podaną na tablicy informacyjnej wysokością 860 m. 

### Szlaki turystyczne
Z przełęczy prowadzą wytyczone przez Klub Czeskich Turystów (cz. Klub Českých Turistů) liczne szlaki turystyczne:
 Przełęcz Hvězda – Karlova Studánka – dolina potoku Biała Opawa – schronisko Barborka – przełęcz U Barborky – góra Petrovy kameny – Ovčárna – góra Vysoká hole – Velká kotlina – dolina rzeki Moravice – Karlov pod Pradědem – Malá Morávka
 Przełęcz Hvězda – Karlova Studánka – dolina potoku Biała Opawa – wodospady Białej Opawy – góra Petrovy kameny – Ovčárna – góra Vysoká hole – góra Temná – góra Kopřivná – Karlov pod Pradědem – Malá Morávka
 Przełęcz Hvězda – Karlova Studánka (Hubert)
 Przełęcz Hvězda – góra Hřeben – góra Ovčí vrch (1) – przełęcz Malá hvězda – góra Vysoká hora – Vrbno pod Pradědem
 Przełęcz Hvězda – góra Hřeben – szczyt Ovčí vrch (1) – przełęcz Malá hvězda – szczyt Kopřivník – góra Anenský vrch – dolina potoku Uhliřský potok – Karlovice
 Przełęcz Hvězda – góra Kopřivový vrch – góra Železný vrch – Malá Morávka
Ponadto przez przełęcz Hvezda przechodzi szlak spacerowy na trasie:
 Przełęcz Hvězda – Karlova Studánka – przełęcz Hvězda

### Szlaki rowerowe
Przez przełęcz Hvězda oraz skrzyżowanie turystyczne o nazwie Hvězda (rest., bus), z podaną na tablicy informacyjnej wysokością 860 m prowadzą trzy szlaki rowerowe na trasach:
 (nr 6029) Bruntál – Rudná pod Pradědem – Suchá Rudná – przełęcz Hvězda – Karlova Studánka – przełęcz Kóta – Vidly – Vrbno pod Pradědem
 (nr 553) Rýmařov – góra Harrachovský kopec – Dolní Moravice – Malá Morávka – przełęcz Hvězda – Karlova Studánka – Vrbno pod Pradědem – Drakov
 Przełęcz Hvězda – Ovčárna – góra Petrovy kameny – przełęcz U Barborky – góra Pradziad – schronisko Švýcárna – przełęcz Sedlo Velký Jezerník – góra Velký Jezerník – Kamzík – góra Výrovka – góra Velký Klínovec – Červenohorské sedlo

#### Podjazdy drogowe
Z przełęczy i na przełęcz prowadzą liczne podjazdy: 
| Podjazdy drogowe |                                      |            |            |                     |                      |                        |
| Lp.              | Trasa                                | Oznaczenie | Długość km | Różnica wysokości m | Średnie nachylenie % | Ilość pętlic drogowych |
| 1                | Przełęcz Hvězda – szczyt Pradziad    |            | 9,1        | 632                 | 6,9                  | 0                      |
| 2                | Przełęcz Hvězda – przełęcz Kóta      | 450        | 4,0        | 143                 | 3,6                  | 1                      |
| 3                | Rýmařov – przełęcz Hvězda            | 445        | 16,6       | 265                 | 1,6                  | 0                      |
| 4                | Bruntál – przełęcz Hvězda            | 450        | 15,9       | 310                 | 1,9                  | 1                      |
| 5                | Vrbno pod Pradědem – przełęcz Hvězda | 445        | 8,9        | 308                 | 3,5                  | 0                      |

Na podjeździe Przełęcz Hvězda – Pradziad organizowane są cykliczne zawody kolarskie oraz notowane najlepsze czasy osiągnięte przez kolarzy. W 2017 roku m.in. Klub Turystyki Górskiej w Głuchołazach zorganizował po raz XXV rajd pod nazwą Zdobywamy Pradziada – jazda indywidualna na czas. Ponadto organizowane są również inne zawody przeprowadzone przez kolarzy czeskich. Najlepsi kolarze legitymują się czasami w granicach 24 minut, osiągając przeciętną prędkość ok. 22 km/h. 

### Trasy narciarskie
Z przełęczy poprowadzono również trasy narciarstwa biegowego:
 Przełęcz Hvězda – góra Kopřivový vrch – góra Železný vrch – Rudná pod Pradědem
 Przełęcz Hvězda – góra Hradečná – góra Vysoká hole – góra Temná – Jelení cesta
 Przełęcz Hvězda – góra Hradečná – góra Vysoká hole – góra Temná – góra Kopřivná – Karlov pod Pradědem – Malá Morávka